# Xã Warren, Quận Clinton, Indiana
Xã Warren (tiếng Anh: Warren Township) là một xã thuộc quận Clinton, tiểu bang Indiana, Hoa Kỳ. Năm 2010, dân số của xã này là 619 người.